# پاول دایموند
پاول دایموند (انگلیسی: Paul Diamond؛ زادهٔ ۱۱ مهٔ ۱۹۶۱) بازیکن فوتبال، و کشتی‌گیر کشتی حرفه‌ای اهل کانادا است.